# Profondeur du marché
La profondeur d'un marché est un terme qui s'applique essentiellement aux marchés financiers. Elle exprime la capacité d'un tel marché à absorber des ordres d'achat ou de vente portant sur des montants importants.
Elle participe à la liquidité du marché.
C'est une notion qui est particulièrement suivie sur les bourses des valeurs car la grande majorité des actions correspondent à des sociétés de taille moyenne, moins connues des investisseurs.
En cas de très gros ordre, il faut pouvoir mobiliser un grand nombre d'investisseurs intéressés pour y répondre, ou des investisseurs prêts à investir des sommes importantes. Tout dépend alors de la capacité des courtiers à identifier rapidement ces participants potentiels.
Sur des marchés organisés, elle peut être évaluée par la taille des carnets d'ordre, mais ce n'est qu'un indicateur de base. Plus généralement, les courtiers peuvent évaluer la profondeur du marché au nombre et à la taille des investisseurs susceptibles d'investir, et qui ont donc un minimum d'intérêt pour le marché concerné.